# Могольський живопис

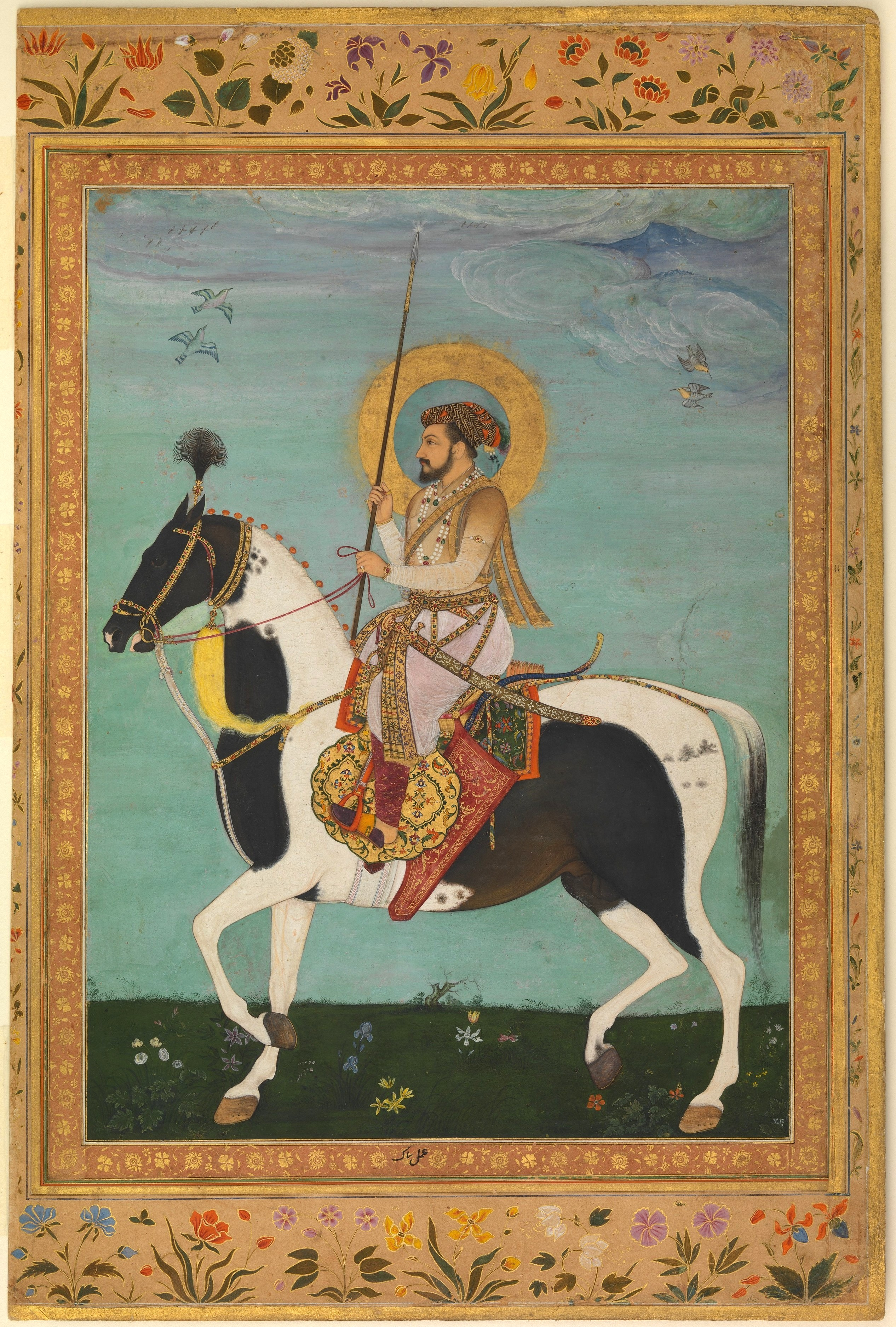
Паяг. Кінний портрет Шах Джахана. Лист з «Альбому Шах Джахана» прибл. 1630 р. Музей Метрополітен, Нью-Йорк

Могольський живопис (Могольська мініатюра, Могольська школа, могольский стиль) — одна з основних шкіл індійського живопису, котра розвивалася при дворі династії Великих Моголів (XVI–XIX століття). Її стиль виник під впливом мініатюри Ірану та Середньої Азії, з використанням місцевої традиції релігійного живопису індуїзму і буддизму, а також при впливі європейського живопису і графіки.

## Вступ
Могольський живопис є одним з найяскравіших явищ в індійській культурній історії. Він розвивався майже 300 років, і за цей час пройшов кілька стадій. Взявши на перших порах за основу принципи перського живопису, могольські художники змогли створити зовсім оригінальне художнє явище. До наших днів дійшла лише мала частина зразків цього мистецтва з безлічі манускриптів і альбомів-муракка, зібраних могольськими імператорами в своїй бібліотеці (шахи кітабхане), оскільки в XVIII–XIX століттях ця багата спадщина піддавалася безжалісному знищенню, або виявлялася в невідомих руках.
Основною формою могольского живопису є мініатюра. Технологія її виробництва практично повністю була запозичена з перського живопису. Могольськая мініатюра створювалася на папері (дуже рідко як основа використовувалася бавовняна марля), папір був імпортного виробництва і місцевого. Місцевий папір виготовлялася з бамбукових, джутових, шовкових волокон і текстильної дрантя. Виробництво фарб також було майже цілком перейнято у персів, з поправкою на деякі місцеві особливості (наприклад, жовту фарбу добували з сечі биків, яких годували манговим листям — це особливий індійський спосіб видобутку міцної жовтої фарби, яка так і називається — «індійський жовтий»). Для обробки мініатюр широко використовувалося золото і срібло, індійські умільці застосовували для живопису золото трьох різних відтінків. Щоб фарби добре лягали на папір і міцно закріплювалися на ній, використовувалися різні рослинні смоли (камеді) та чумацькі соки рослин, які додавали в фарбу. Для палітурок використовували натуральні клеї на основі рослинних камедей і гуміарабік.

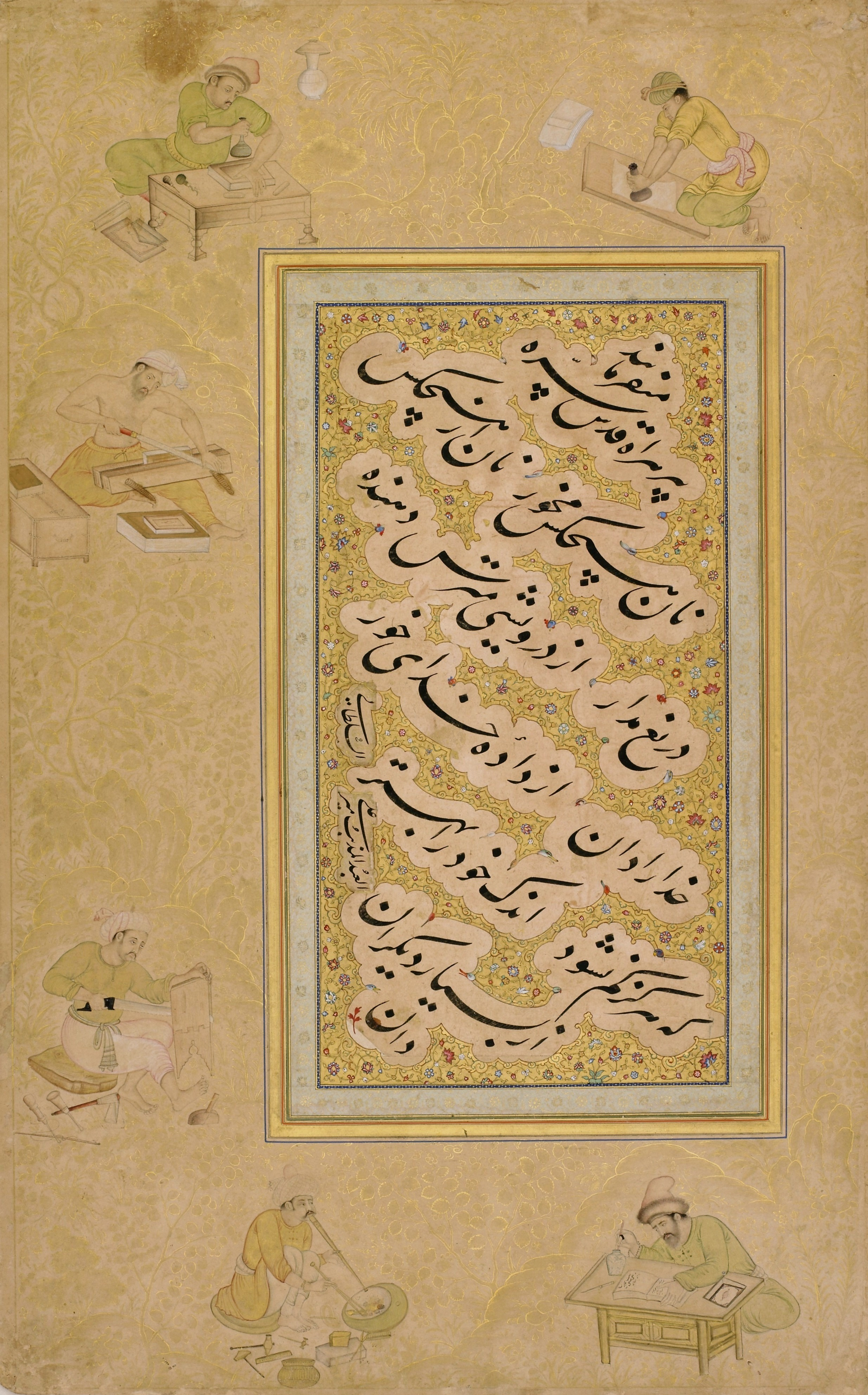
Лист з каліграфією Миру Алі. прибл. 1600 р., Галерея Фрір, Вашингтон. На маргіналіях зображені роботи по створенню книги: Розрівнювання аркуша паперу; виготовлення палітурки; обрізка країв книги; створення підставки для книги; розчинення золота для розпису; робота каліграфа

Подібно Персії, в могольській Індії книги були символом престижу і багатства. Могольські імператори в період розквіту держави збирали дорогі рукописи для своєї бібліотеки з різних місць. Наприклад, на розкішних манускриптах, створених для тимуридських принців Мухаммада Джукі («Шахнаме», прибл. 1440 р., Королівське азійське суспільство, Лондон) і Хусейна Байкара («Зафарнаме», 1467-8 рр.; Бібліотека Джона Хопкінса, Балтимор) стоять печатки могольских імператорів.
Книги, створені в царських майстернях, ділилися на дві основні категорії: для особистого користування (як правило, це були твори класичної літератури) та публічні книги, які створювалися для навіювання потрібних імператору ідей. До другого роду відносилися книги діянь імператорів («Тимурнаме», «Бабурнаме», «Акбарнаме», «Падішахнаме» і т. д.), за допомогою яких еліті (а простому люду ці книги були недоступні) внушались ідеї благородства і достойності правлячої династії, і, отже, її права на владу. По суті, ці книги були проєкцією політичних ідей правлячої династії зовні. Крім книжкового формату наприкінці правління імператора Акбара стала поширюватися мода на альбоми-муракка, в які імператор, а слідом і аристократи, стали збирати твори живопису.
Найважливіша роль у становленні та розвитку могольского живопису належала імператорам. Від особистості кожного конкретного імператора залежали долі художників, сам процес створення творів, і чи потрібна йому майстерня і художники взагалі. Тому провідну роль особистості падишаха в могольскому живопису важко переоцінити.

## Бабур (1483-1530)
Засновник династії Бабур після безуспішної боротьби за владу в Мавераннахре, був витіснений з Середньої Азії військами узбецького Шейбани-Хана в Афганістан. Звідти Бабур повів завойовницькі походи в Північну Індію, і після того, як в 1526 і 1527 роках здобув дві блискучі перемоги, закріпився в Індостані, поклавши початок династії Великих моголів. Він був освіченою людиною: писав вірші, а його мемуари «Бабурнаме» містять живописні картини спостереження природи. Бабур був любителем і збирачем книг. Про його небайдужість до живопису свідчить згадка їм у мемуарах прославленого художника Бехзада, причому, з критичним відтінком (поряд з традиційною хвалою Бабур пише, що у Бехзада погано виходили безбороді особи).
У науковій літературі прийнята точка зору, що у Бабура не було власної кітабхане, оскільки не відомо жодного ілюстрованого манускрипту, створеного під його патронажем. Прийнято вважати, що Бабур більшу частину часу проводив у військових кампаніях, тому не замовляв ілюстрованих книг. Однак, багато дослідників відзначають, що по суті, така точка зору суперечить як характеру Бабура, так і тому, що його родичі - нащадки Тимура, до яких він відносився, що правили в Середньоазійських князівствах, підтримували освічену традицію покровительства художникам і переписувачам, тримаючи у себе кітабхане. Крім того, син Бабура - Мірза Камран, що був губернатором у Кабулі, мав бібліотеку-майстерню, в якій у 1530-53 роках був створений ілюстрований манускрипт «Юсуф і Зулейха» (Бібліотека Моргана, Нью-Йорк). Повість була переписана каліграфом Абдаллою Ширазі і містить шість мініатюр у провінційному бухарському стилі, який, серед інших, став одним із джерел появи могольского живопису. Прекрасна мініатюра на окремому аркуші «Два музиканта під деревом» з приватної колекції, США, продана в 2011 році на аукціоні Сотбіс за £ 679650, витримана в цьому ж стилі, і, вважають, була створена в кітабхане Мірзи Камрана.

## Хумаюн (1530-1556)

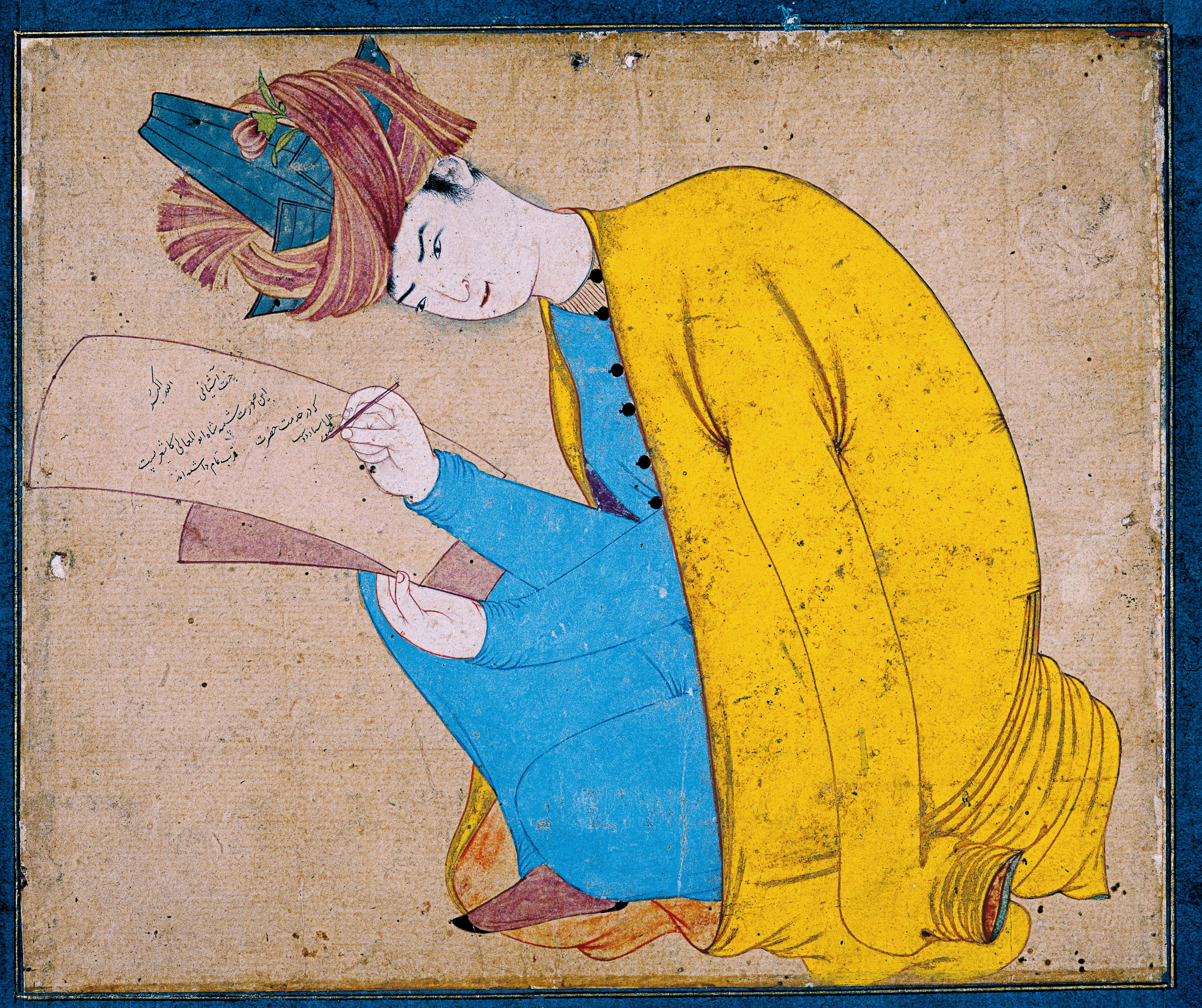
Дуст Мухаммад. Портрет Шаха Абул Маалі. прибл. 1556 р., Музей Ага Хана, Женева. На мініатюрі, ймовірно, зображений Шах Абул Маалі - фаворит Хумаюна, який згодом через інтриги і змови був повішений імператором Акбаром

Головними захопленнями улюбленого сина Бабура, Хумаюна, були філософія, астрологія, поезія і музика. Відомо, що коли Хумаюн у 1545 році разом з дружиною Хамід Бану прибув до сефевидького двору, він придбав прикрашений мініатюрами «Гулістан» Сааді. Десятиліття перебування його двору в Кабулі (1545-55 рр.) - один з найбільш мало освітлених періодів у розвитку могольскої мініатюри.  Хумаюн  був захоплений розмахом робіт в кітабхане Тахмаспа, де були створені найкращі твори перської мініатюри, і познайомився з художниками, які згодом приєдналися до його двору. Однак, сьогодні вважають, що невелика майстерня була у нього вже в перше десятиліття правління в Індії, а після того, як Хумаюн у 1545 році відібрав Кабул у свого брата Мірзи Камрана, він зберіг і кітабхане, яка була там. Відомо також, що до того, як до імператора Хумаюна прибув Мир Сеїд Алі і Абд ас-Самад, в його свиті були, щонайменше, два відомих художника з кабульської кітабхане Мірзи Камрана - Мулла Юсуф і Дуст Мухаммад. Руці останнього приписують мініатюру «Хумаюн і його брати», яка вважається найбільш раннім могольському твором з встановленою датою (1546). На думку ряду дослідників, художник зобразив у ньому алегорію торжества з приводу обряду обрізання Акбара - сина Хумаюна, що став згодом знаменитим правителем Індії.
Про смаки та вподобання імператора Хумаюна свідчить той факт, що саме літнього Дуст Мухаммада він називає в 1552 році в своєму листі до правителя Кашгара Рашид Хану «Мані нашого століття», а не молодих художників Миру Сеїда Алі або Абд ас-Самада, які приєдналися до його свити тільки в 1549 році. Тим не менше, роль останніх у становленні могольского художнього стилю дуже велика. З появою цих двох молодих майстрів в могольський живопис влилися всі останні досягнення тебризьскої, казвінської й бухарської шкіл мініатюри. Вплив перської традиції відбився у чудовій каліграфії, багатому декоруванні полів сторінок, розписаних золотом маргіналіях і розписних книжкових палітурках. До наших днів дійшла одна мініатюра Абд ас-Самада, яку можна приписати часу правління Хумаюна - «Акбар показує свій малюнок Хумаюну» (1550-56 рр., Бібліотека Голестан, Тегеран). Мініатюра витримана в чисто сефевідському стилі, характерному для майстерні шаха Тахмаспа в Тебрізі.
Найбільш важливий манускрипт, створений в епоху Хумаюна - «Хамса» Нізамі («П'ять поем», Приватне зібрання, Ахмадабад), в якому містяться 34 мініатюри (дві з них приписують Мир Мусаввіру, решта - анонімним майстрам, які перебували під впливом різних художніх ідіом - бухарської, сефевідської, індо-перської та стилю індійських мініатюр Чандаяни). Тематичні інтереси Хумаюна включали портрет, натуралістичні замальовки природи, ілюстрування історичних подій, сцени придворного життя, словом, все те, що буде надалі розвинене при Акбаре і його спадкоємців. Імператор Хумаюн став засновником першої могольской кітабхане в Делі, і зачинателем того синтезу різнорідних художніх ідей, який стане відмінною рисою могольского живопису періоду розквіту. Тим дивніше іронія його долі: 24 січня 1556 він впав зі сходів власної кітабхане і помер через три дні.

## Акбар (1556-1605)

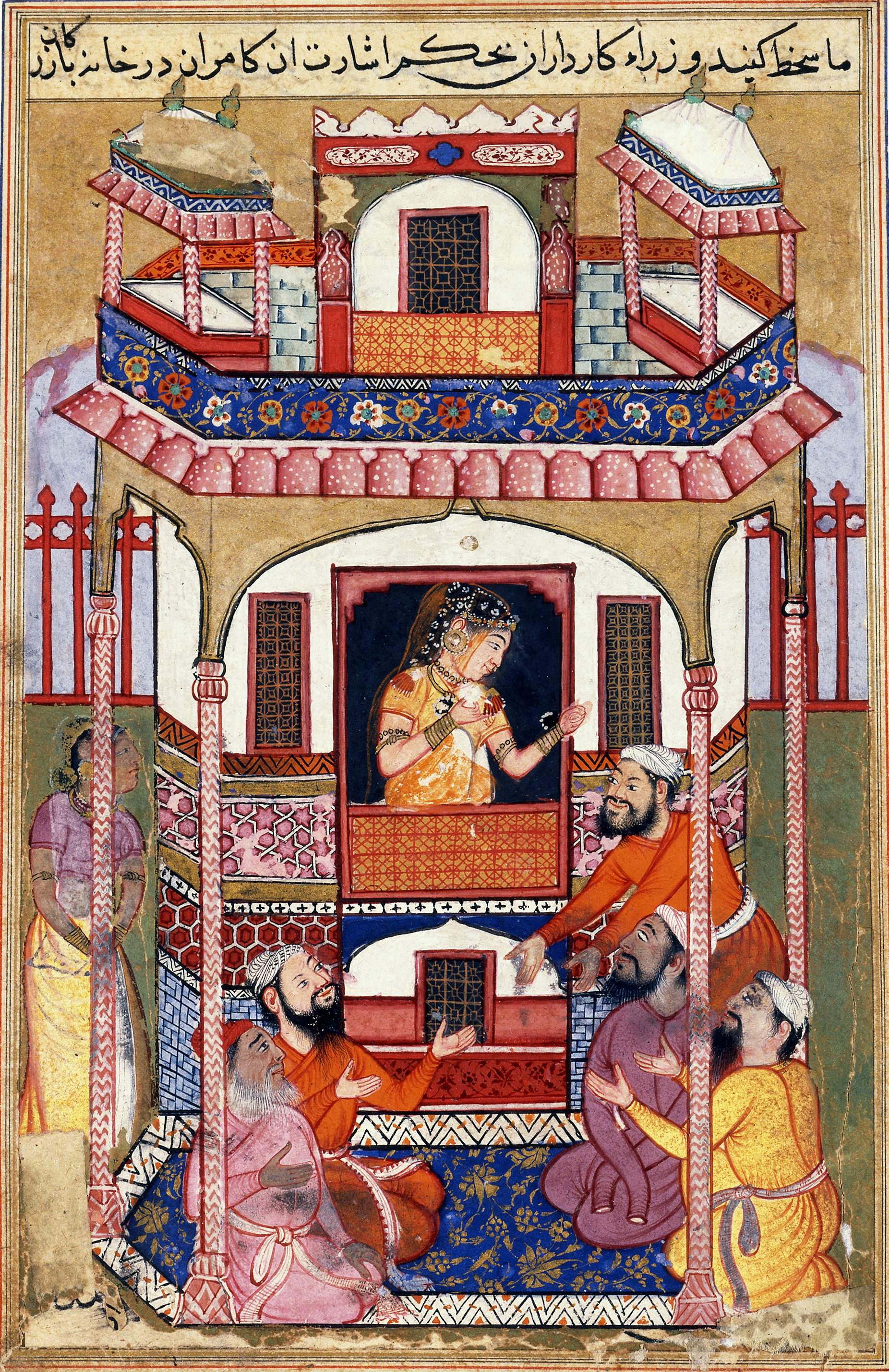
Візири султана відвідують молоду жінку, лист з Клівлендського Тутінаме, прибл. 1560-65, Колекція Давида, Копенгаген

У зв'язку з раптовою смертю батька, Акбар був посаджений на могольский трон у 14 років. Він з дитинства виявляв інтерес до каліграфії і живопису, а його наставниками в цих мистецтвах були Мир Сеїд Алі й Абд ас-Самад, до яких він відчував повагу все своє життя. Правління Акбара було настільки благодатним, що, врешті-решт, прийняло в Індії легендарний вид. У його царювання кордони Могольской імперії постійно розширювалися. Це був імператор-творець, який володів широким кругозором і природною мудрістю. Його видатні таланти, надзвичайну допитливість і чіпку пам'ять сучасні дослідники пояснюють тим, що Акбар, ймовірно, страждав рідкісною хворобою - дислексією (нездатність до читання). Саме тому він не читав книги, а зазначав своєю рукою, до якого місця читцям треба вимовляти текст. Можливо цим же пояснюється і його сильна пристрасть до книжкових ілюстрацій, що дозволяє мати перед очима візуальний аналог тексту.
Пі дчас його правління персонал кітабхане був розширений за різними оцінками до декількох сот чоловік. Художників, каліграфів, палітурників та інших майстрів збирали з усіх кінців Індостану, серед них були і мусульмани та індуси. Придворний історик Абул Фазл в «Айн-і Акбарі» повідомляє, що Акбар багато зробив для того, щоб «... художники мали все необхідне для роботи за справедливими цінами. Особливо покращилася якість фарб».
Акбар кілька разів міняв столицю - Агра (1556-1569), Фатехпур Сикрі (1569-1585), Лахор (1585-1598) і знову Агра (1599-1605) і щоразу його велика книжкова майстерня слідувала за ним. Один з найперших великих проектів - створення манускрипту «Тутінаме» («Розповіді папуги», Музей мистецтва, Клівленд). У книзі 218 мініатюр, авторами яких були різні художники (там вперше з'являються імена Басавана і Дасвантха, але крім них експерти нарахували близько тридцяти інших художників). Стилістично це самі різні роботи, в них еклектично змішані локальні домогольскі стилі, які в кожному конкретному випадку дають можливість зрозуміти, з якого регіону Індії той чи інший художник. Місце дії частіше має просторову глибину, ніж по-перському плоска побудова, композиції різноманітні, деякі фігури зображені не в профіль, а в розвороті ¾.

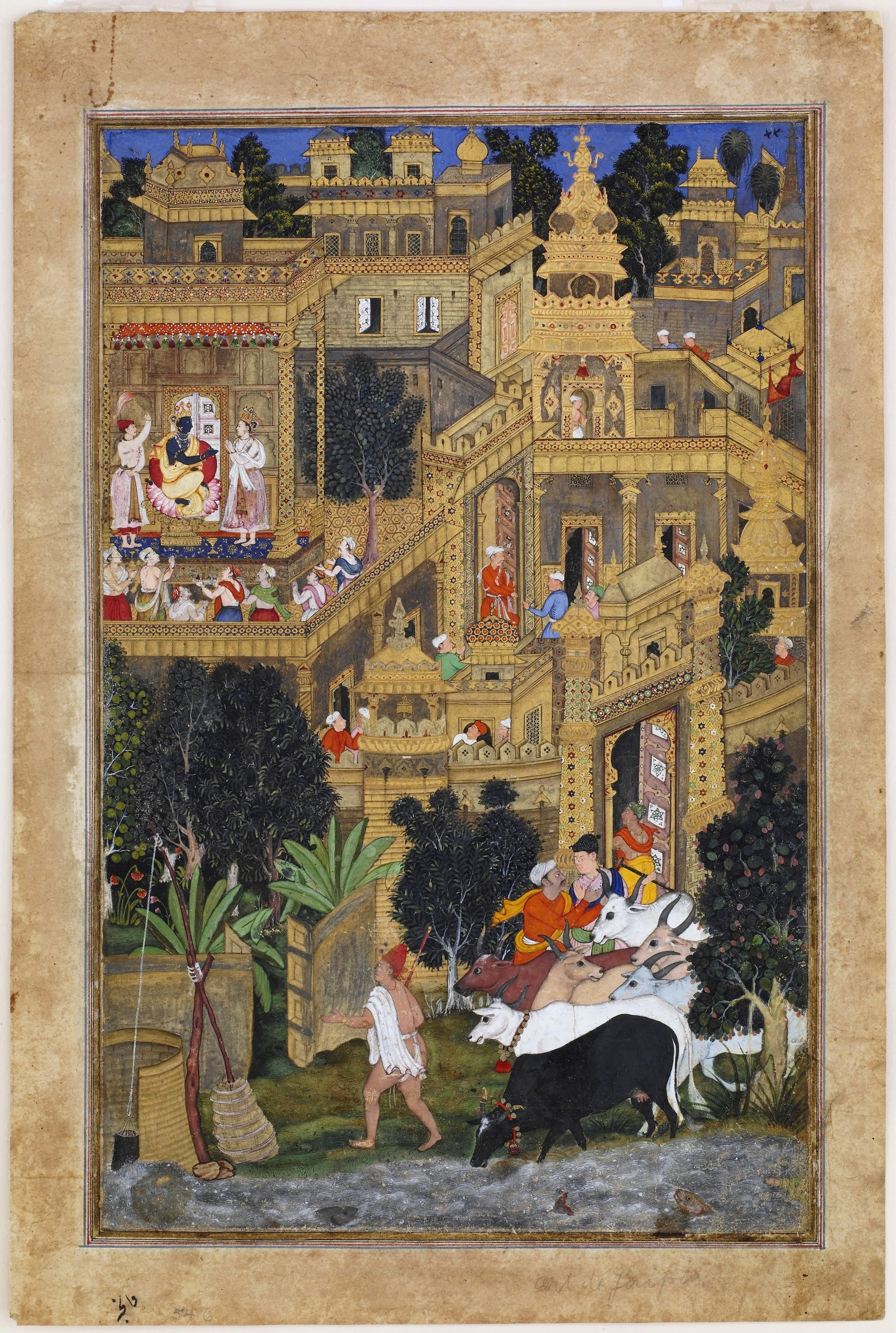
Крішна в Золотому граді. Сторінка з Харівамси. прибл. 1600, Галерея Фрір, Вашингтон

Найбільш грандіозним проектом майстерні було створення 14-томної версії «Гамза-наме» («Історія Гамзи», прибл. 1562-1577). Цей проект тривав протягом майже 15 років; був розпочатий під керівництвом Міра Сейїда Алі, а завершений під керівництвом Абд аль-Самада. Манускрипт складався з 1400 великих (67,6х51,3 см) мініатюр, написаних на бавовняній марлі. Сюжетом послужили історії з житія Гамзи, дядька пророка Магомета, що прийняли вигляд легенд і казок. До наших днів дійшло близько 140 мініатюр з цієї книги різної якості; будучи як і раніше пов'язаними з перською традицією вони, тим не менш, демонструють прагнення до натуралізму, реалістичного відображення простору, ясного викладу розповіді, в них видно інтерес до портрета. Останнє фахівці вважають результатом впливу європейської гравюри, що проникала з 1560-х років у Могольську імперію. Однак колірна палітра цих мініатюр характерно індійська.
Більш виразно становлення особливого могольского живописного стилю можна бачити в іншому проекті акбарівської кітабхане - в «Анвар-і Сухан» («Сузір'я Канопус» - персомовна версія книги «Калила і Димна» Кашіф; 1570 р., Бібліотека Школи східних та африканських досліджень, Лондон). Жодна з 27 мініатюр цієї книги не має авторського підпису, але майже всі витримані в єдиній стилістиці (виняток становлять дві мініатюри в провінційному бухарському стилі). При порівнянні з «Туті-наме» помітні більш тонка мальовнича техніка, більш колористичне розмаїття, відсутність грубих контрастів, сюжети викладаються в спокійній, менш форсованій манері. Все це є свідченням талановитої організації справи і єдиноначальності у виробництві ілюстрацій.
З середини 1570-х років Акбар став приділяти особливу увагу портрету, примушуючи аристократів і придворних позувати художникам для увічнення їх персон. Перші портрети були досить простими, вони передавали легко впізнавані особливості персони за допомогою відображення особи, характерної пози і жесту. Такий, наприклад, портрет Мота Раджа Удай Сінгха (Бостон, Музей образотворчих мистецтв), в якому передані його фізіономічні особливості і значні розміри тулуба. З розвитком портретного мистецтва більше уваги стало приділятися деталям, таким, як розкішна сукня і тюрбан, і ретельному зображенню багатого зброї, часто на шкоду психологічним особливостям портретованого.

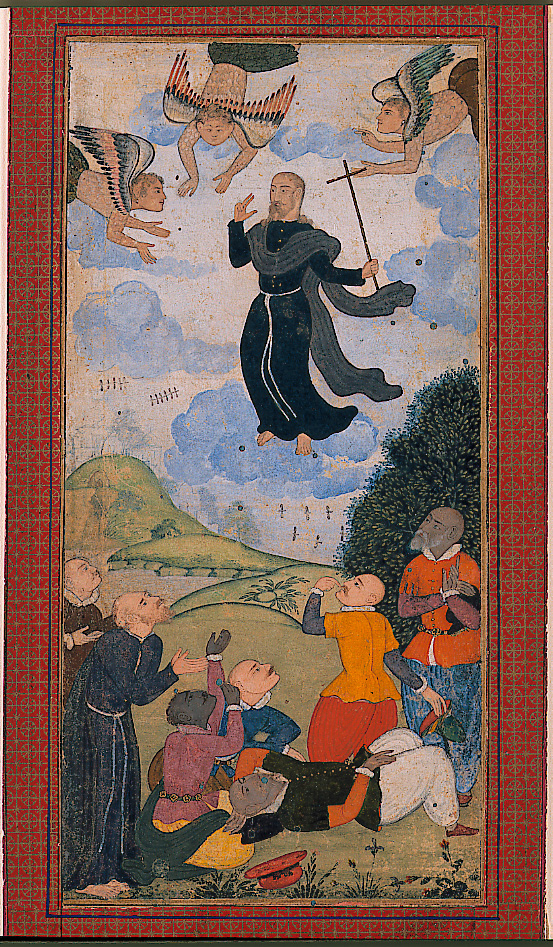
Вознесіння Христа в образі священика. Дастан-і Масих, 1602-1605, Музей мистецтва Сан Дієго

У цілому, рання акбарівська мініатюра більше базувалася на казкових і вигаданих сюжетах, ніж на відображенні реальних випадків з життя. Манускрипт «Дарабнаме» («Історія Дараби», прибл. 1580, Британська бібліотека, Лондон), що описує вигадане життя діда Олександра Великого, продовжує ту ж наративну та художню тенденцію, яка була розпочата в «Тутінаме» і «Анвар-і Сухан ». Багато з 157 ілюстрацій цього манускрипту мають написи з іменами художників, що, по видимому, відображає зростаючий інтерес Акбара до особливостей індивідуальної манери кожного. Мініатюрам притаманна таке ж стилістична єдність і рівність, як ілюстраціям в «Анвар-і Сухан» 1570-го року. Деякі з них виконані на найвищому рівні, деякі ледве нижче, але всі ці особливості, швидше пояснюються примхами вибору замовника-імператора, ніж будь-якими іншими обставинами.

## Могольський живопис сьогодні
За 300 років свого існування могольський живопис виробив безліч архетипових схем і особливу стилістику, які стали важливим елементом культурної свідомості індійців. Будучи розтиражованими провінційними художниками в XVIII–XIX століттях ці стилі та схеми стали частиною популярної культури, яка існує і понині. В Індії до сих пір є художники, які копіюють або імітують на свій манер могольську класику, зображуючи практично весь могольский тематичний репертуар, включаючи сцени дарбар. Ці прості, невигадливі твори, тим не менше, мають попит на мистецькому ринку. В основному ця продукція виробляється в Раджастані, де існують кілька художніх династій, що передають майстерність у спадок. Серед найбільш відомих: брати Уддін — Рафі і Саїф, Калура Панчан, Вед Пал Шарма, Раджу Баба Шарма, Рам Гопал Віджаяваргія, Кайлаш Радж і ін.

## Видатні представники
XVI століття
- Абд ас-Самад
- Мір Сеїд Алі
- Ака Риза
- Дасвантх
- Басаван
- Кесу Дас
- Фаррух Бек
- Міскін
- Дхармадас

XVII століття 
- Абул Хасан
- Абід
- Балчанд
- Бічітр
- Біша Дас
- Говардхан
- Даулат
- Манохар
- Мансур
- Мірза Гулам
- Мухаммад Алі I
- Нанхен
- Паяг
- Мир Хашим

XVIII століття 
- Бхаванідас
- Говардхан II
- Мир Калан Хан
- Мухаммад Афзал
- Нідхамал
- Файзулла Хан
- Факірулла
- Хунхар
- Чітарман II (Кальян Дас)

XIX століття 
- Гулам Алі Хан
- Гулам Муртаза Хан
- Хайрулла